# Kamenice (Březová)
Kamenice (německy Steinbach, do roku 1948 česky Štampach) je malá vesnice, část města Březová v okrese Sokolov v Karlovarském kraji. Nachází se asi dva kilometry jižně od Březové. Je zde evidováno 50 adres. V roce 2011 zde trvale žilo 60 obyvatel.
Kamenice leží v katastrálním území Kamenice u Březové o rozloze 3,88 km². Kamenice leží i v katastrálním území Paseka u Březové o rozloze 2,69 km².

## Historie
První písemná zmínka o vesnici pochází z roku 1238.
Údaj pochází od odborníka na toponomastiku Antonína Profouse, který uvádí jistého Konráda ze Steinbachu. Nepodařilo se dosud prokázat, že tento predikát lze ztotožnit s Kamenicí na Sokolovsku. Je však jisté, že ves již ve 13. století existovala a zcela jistě zde ve 14. století stálo středověké panské sídlo. Jeho stavební podoba a poloha jsou ale neznámé. Až do druhé poloviny 14. století patřila ves k leuchtenberským lénům. Kolem roku 1400 již podstatná část vsi náležela v té době zde sídlícímu rodu Štampachů, jež vlastnili statky i v širokém okolí.
Ve druhé polovině 15. století byla ves převedena k loketské manské soustavě. V roce 1525 se ve šlikovském urbáři uvádí patnáct poddaných. Roku 1553 Engelhart ze Štampachu ves prodal, avšak již po několika následujících letech patřila ves opět Štampachům. Štampachové se zapojili do protihabsburského povstání a v době pobělohorských konfiskací jim byly zabaveny veškeré majetky a členové rodu, s výjimkou Štampachů z Valče, museli opustit Čechy. V době třicetileté války vlastnil Kamenici Petr Arnošt z Reitzensteinu. Po několika dalších změnách majitelů se Kamenice dostala v 18. století do rukou rytířů z Bigatto. Roku 1753 se stala součástí sokolovského panství Nosticů a roku 1877 samostatnou obcí.
Po skončení druhé světové války došlo k odsunu německého obyvatelstva a následně k začlenění vesnice do nově vzniklého Vojenského výcvikového prostoru Prameny ve Slavkovském lese. Vesnici hrozilo nebezpečí úplného zániku, avšak na rozdíl od většiny okolních vesnic byla zničena jen částečně. Po ukončení činnosti armády a opuštění vojenského újezdu se vesnice začala pomalu rozrůstat a je využívána především jako rekreační oblast. Působení armády v 50. letech 20. století připomínají v lesích nad Kamenicí pozůstatky dělostřeleckých palebných postavení (tzv. palpostů), které však již bujná vegetace téměř pohltila.

## Přírodní poměry
Vesnice se rozkládá na severních svazích Slavkovského lesa. Zhruba 800 metrů západně od vesnice se zvedá vrch V Kamenitém (místně zvaném Am Franken) s nadmořskou výškou 777 metrů. Na vrcholu stával gloriet z druhé poloviny 19. století, který sloužil jako lovecká chata. Místní obyvatelé gloriet nazývali Lusthäusel (domeček rozkoše), neboť chatku využívaly lehké ženy k radovánkám s klienty. Gloriet byl stržen vojáky wehrmachtu roku 1942. Na vrcholu kopce byla postavena dřevěná triangulační věž. Tu však strhla armáda během trvání vojenského výcvikového prostoru.
Další výrazný kopec U Kaple (kdysi zvaný Knock) s nadmořskou výškou 659 metrů se nachází necelých 400 metrů západně od vesnice. Na vrcholu bylo vybudováno vyhlídkové místo odkud je vidět do údolí řeky Ohře a na značnou část Sokolovské pánve s rekultivačním jezerem Medard. Pozadí vytváří panorama hřebenů Krušných hor.
V okolí vesnice se zejména v 16. století dobývala stříbronosná olověná ruda. Hlavní těžba probíhala nad levým břehem potoka Tisová, nedaleko zaniklého mlýna Kühlohmühle.
Vesnicí protéká drobný Kamenický potok, jenž se u Březové vlévá do potoka Tisová.

## Obyvatelstvo
Při sčítání lidu v roce 1921 zde žilo 377 obyvatel, z nichž nebyl žádný Čechoslovák, 377 bylo Němců, kteří se hlásili k římskokatolické církvi.
| Rok            | 1869 | 1880 | 1890 | 1900 | 1910 | 1921 | 1930 | 1950 | 1961 | 1970 | 1980 | 1991 | 2001 | 2011 | 2021 |
| -------------- | ---- | ---- | ---- | ---- | ---- | ---- | ---- | ---- | ---- | ---- | ---- | ---- | ---- | ---- | ---- |
| Počet obyvatel | 369  | 363  | 374  | 362  | 351  | 377  | 376  | 154  | 70   | 97   | 62   | 47   | 43   | 60   | 75   |
| Počet domů     | 62   | 68   | 69   | 63   | 62   | 61   | 64   | -    | -    | 24   | 16   | 16   | 17   | 26   | 27   |

| Rok            | 1869 | 1880 | 1890 | 1900 | 1910 | 1921 | 1930 | 1950 | 1961 | 1970 | 1980 | 1991 | 2001 | 2011 | 2021 |
| -------------- | ---- | ---- | ---- | ---- | ---- | ---- | ---- | ---- | ---- | ---- | ---- | ---- | ---- | ---- | ---- |
| Počet obyvatel | 448  | 442  | 455  | 433  | 422  | 445  | 449  | 154  | 70   | 97   | 62   | 47   | 43   | 60   | 75   |
| Počet domů     | 76   | 81   | 82   | 76   | 75   | 74   | 76   | -    | -    | 24   | 16   | 16   | 17   | 26   | 27   |

## Obecní správa
Při sčítání lidu v letech 1869–1909 Kamenice byla osadou obce Lobzy v okrese Falknov. V letech 1910–1949 byla samostatnou obcí v okrese Falknov nad Ohří (v roce 1910 Falknov). Od roku 1950 je částí města Březová v okrese Sokolov.

## Pamětihodnosti

### Kaple svaté Máří Magdalény
Menší kamenná barokní kaple, zasvěcena Máří Magdaléně, kterou nechali postavit Nosticové v druhé polovině 18. století. Stojí na návrší zvaném Knock, v mapách vyznačeném jako vrch U Kaple (659 metrů). Jednoduchá obdélná stavba se sedlovou střechou doplatila na existenci vojenského prostoru a zchátrala. Vnitřní zařízení kaple bylo rozkradeno nebo zničeno. Nakonec z ní zůstaly jen kamenné ruiny. Teprve v roce 2007 se začalo s celkovou obnovou kaple. Rekonstrukce probíhala od srpna do listopadu roku 2007 a dne 22. července 2008 byla obnovená kaple slavnostně vysvěcena generálním vikářem plzeňské diecéze Robertem Falkenauerem.

## Fotogalerie

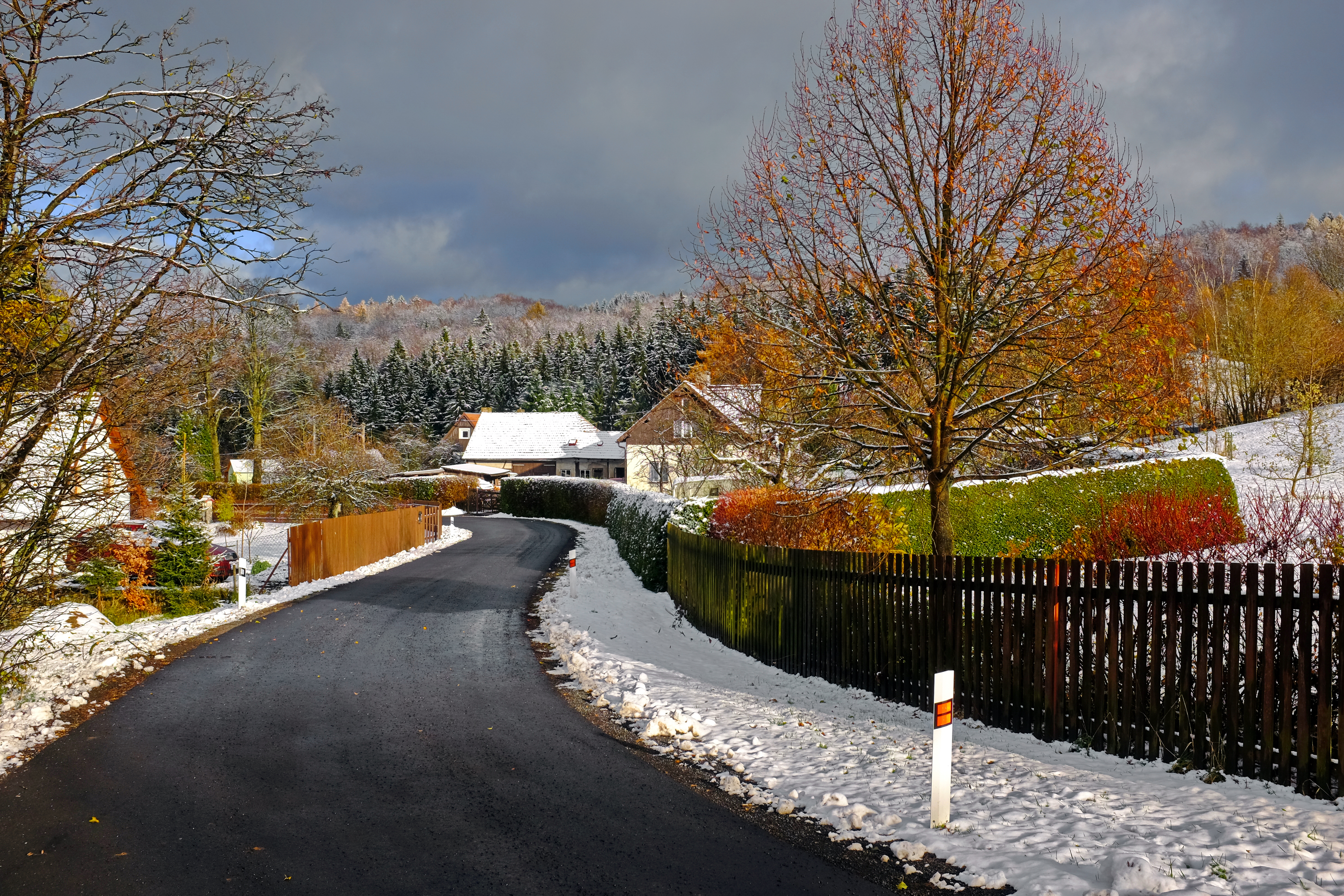
Horní část vesnice
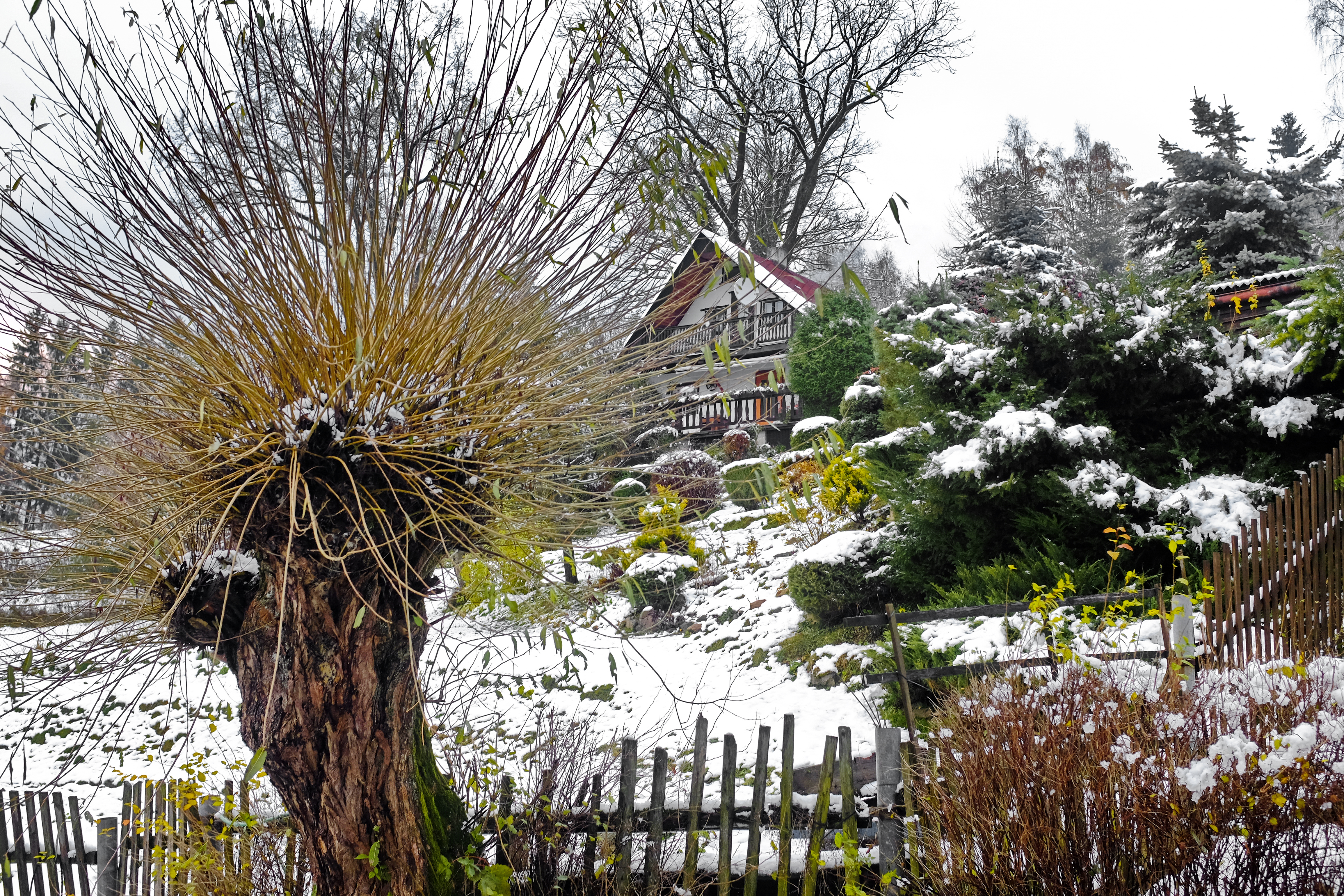
Dolní část vesnice
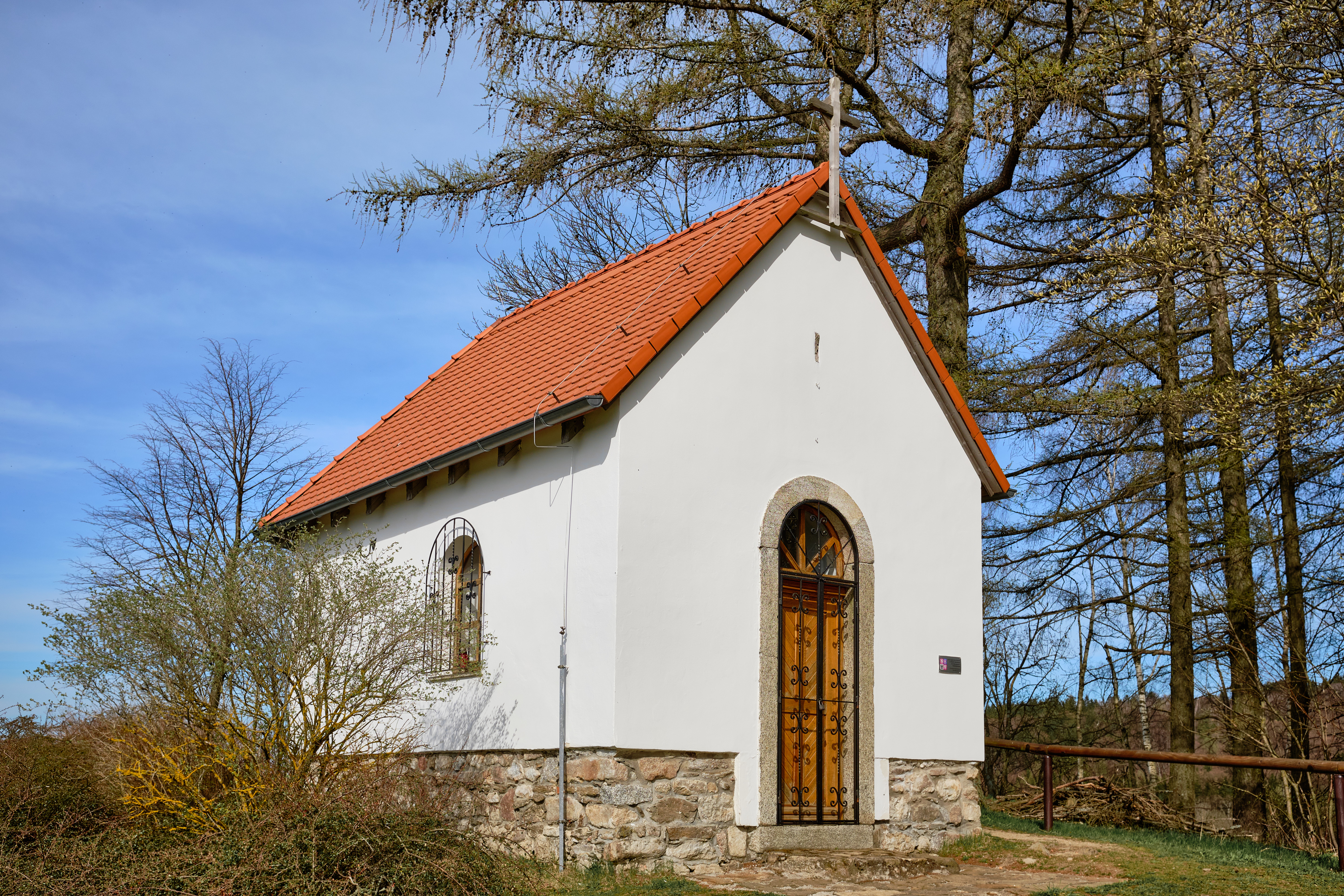
Kaplička sv. Máří Magdalény
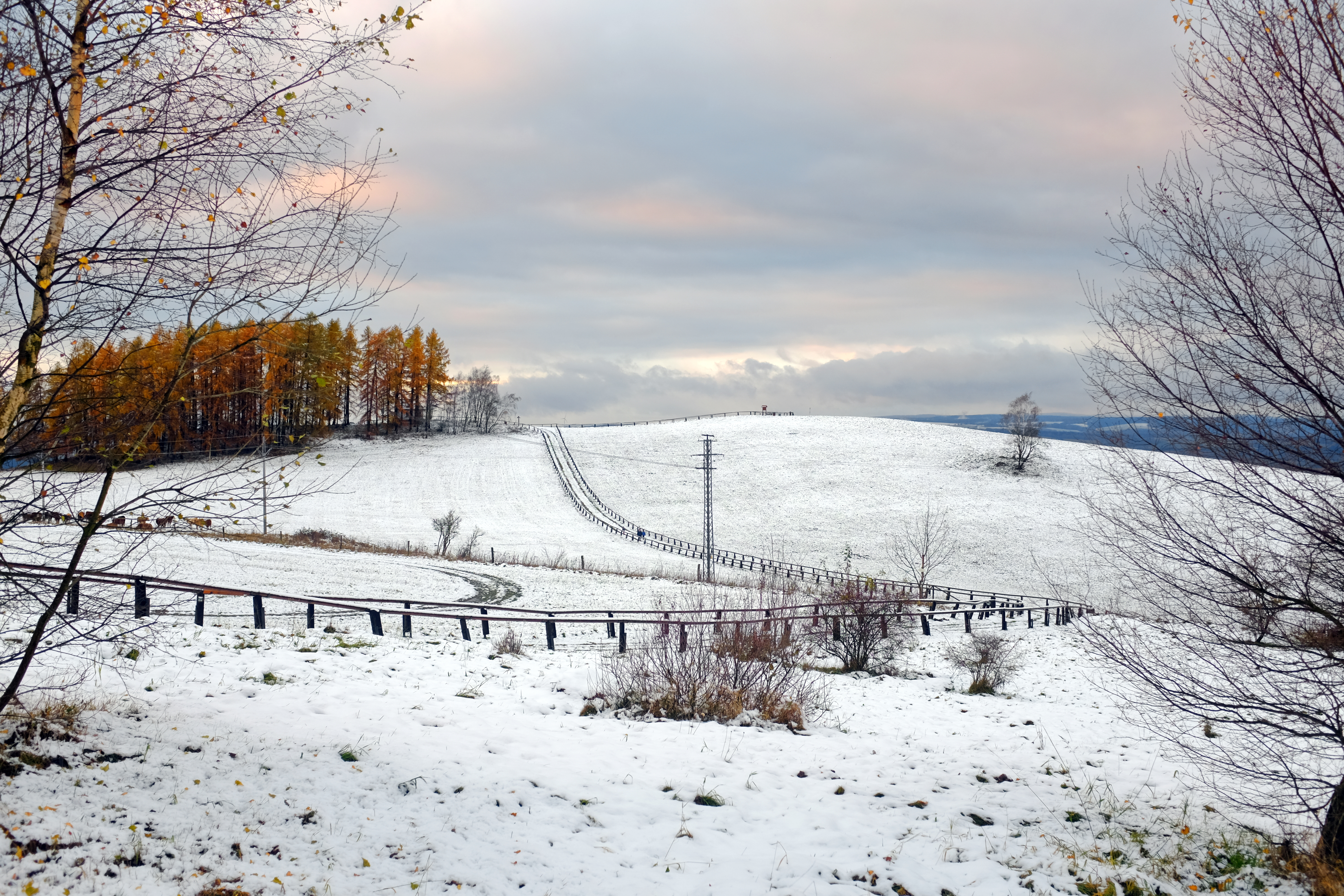
Pohled na vrch U Kaple v zimě
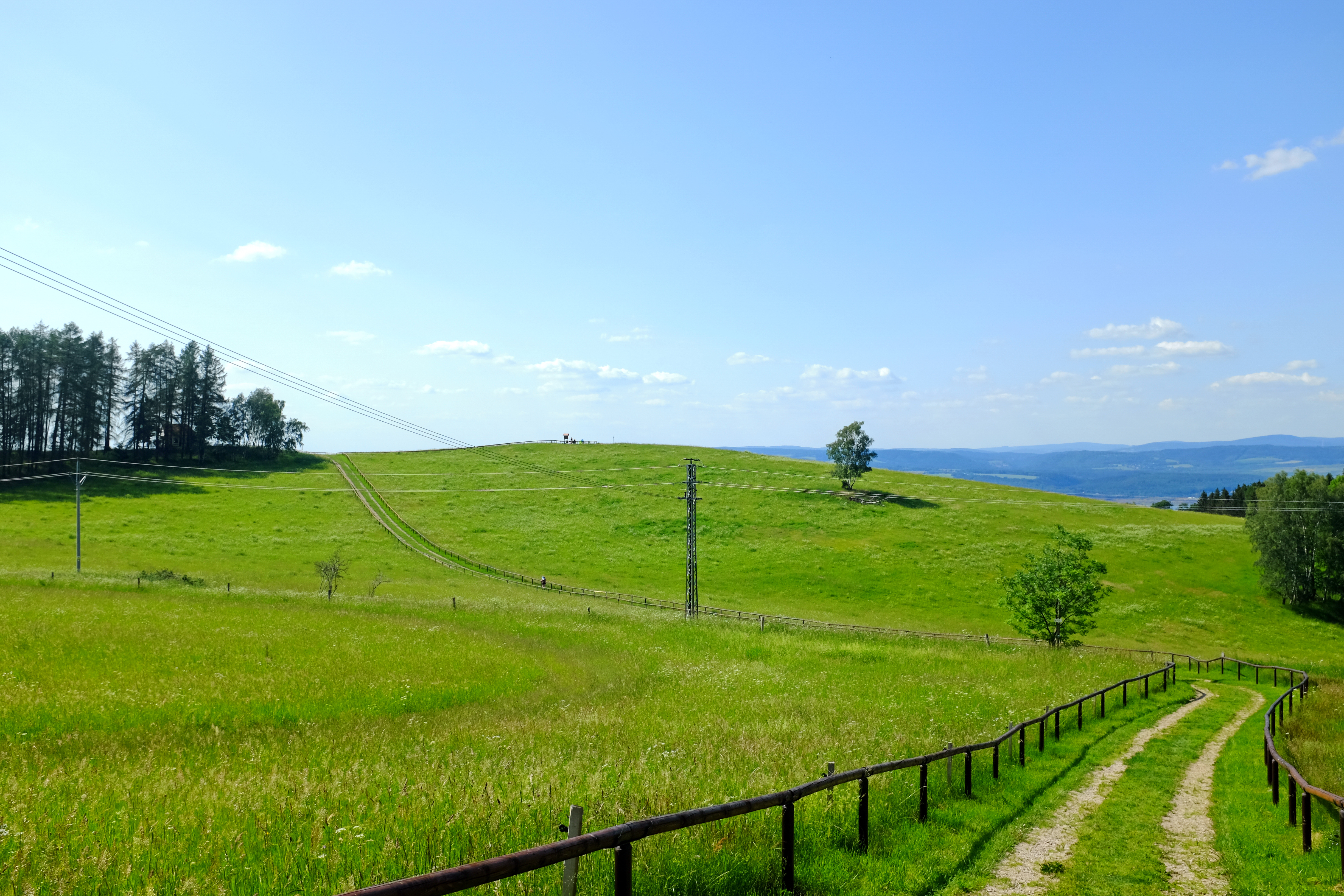
Pohled na vrch U Kaple v létě
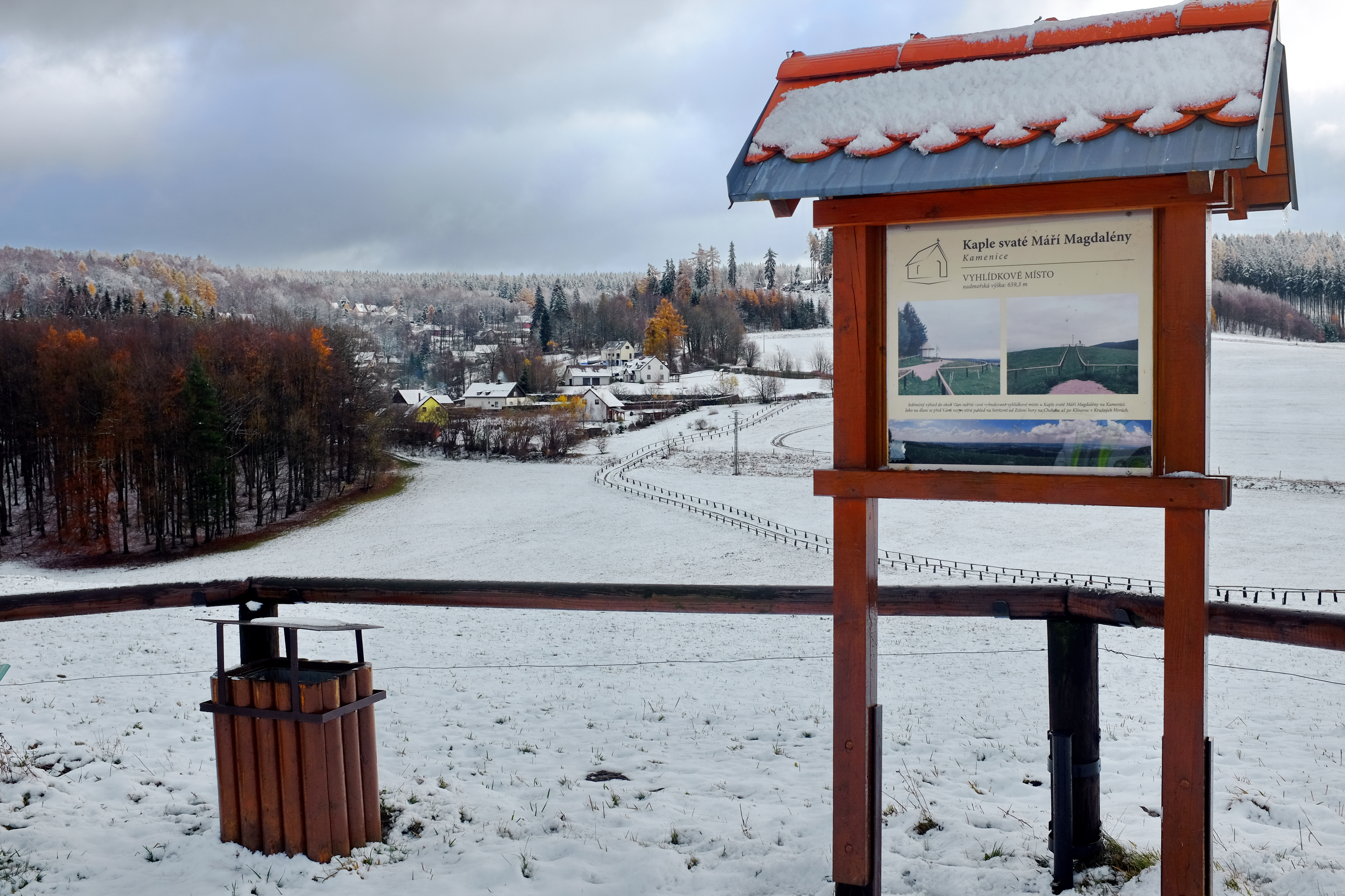
Pohled na Kamenici z vrchu U Kaple
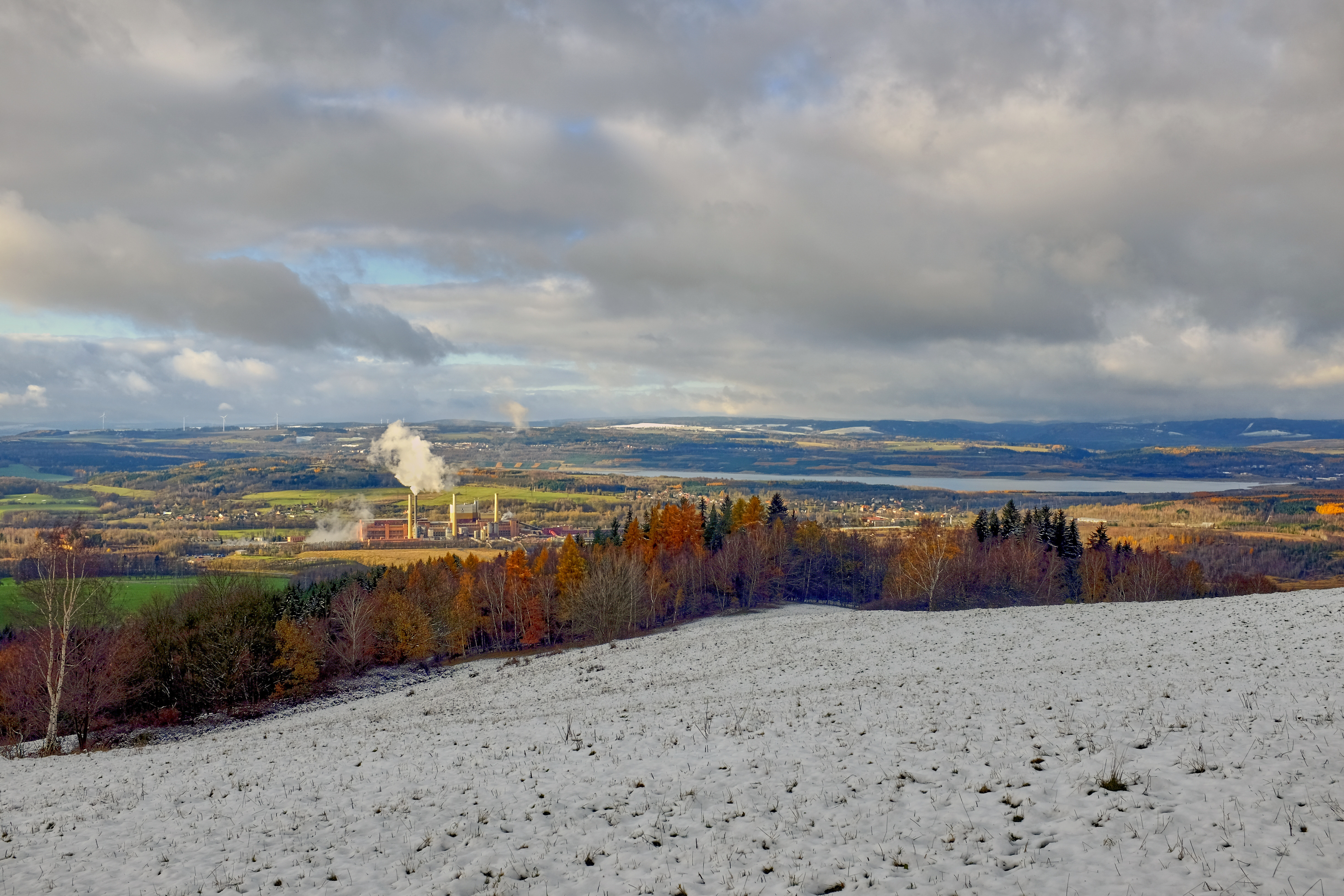
Pohled na Sokolovskou pánev z vrchu U Kaple
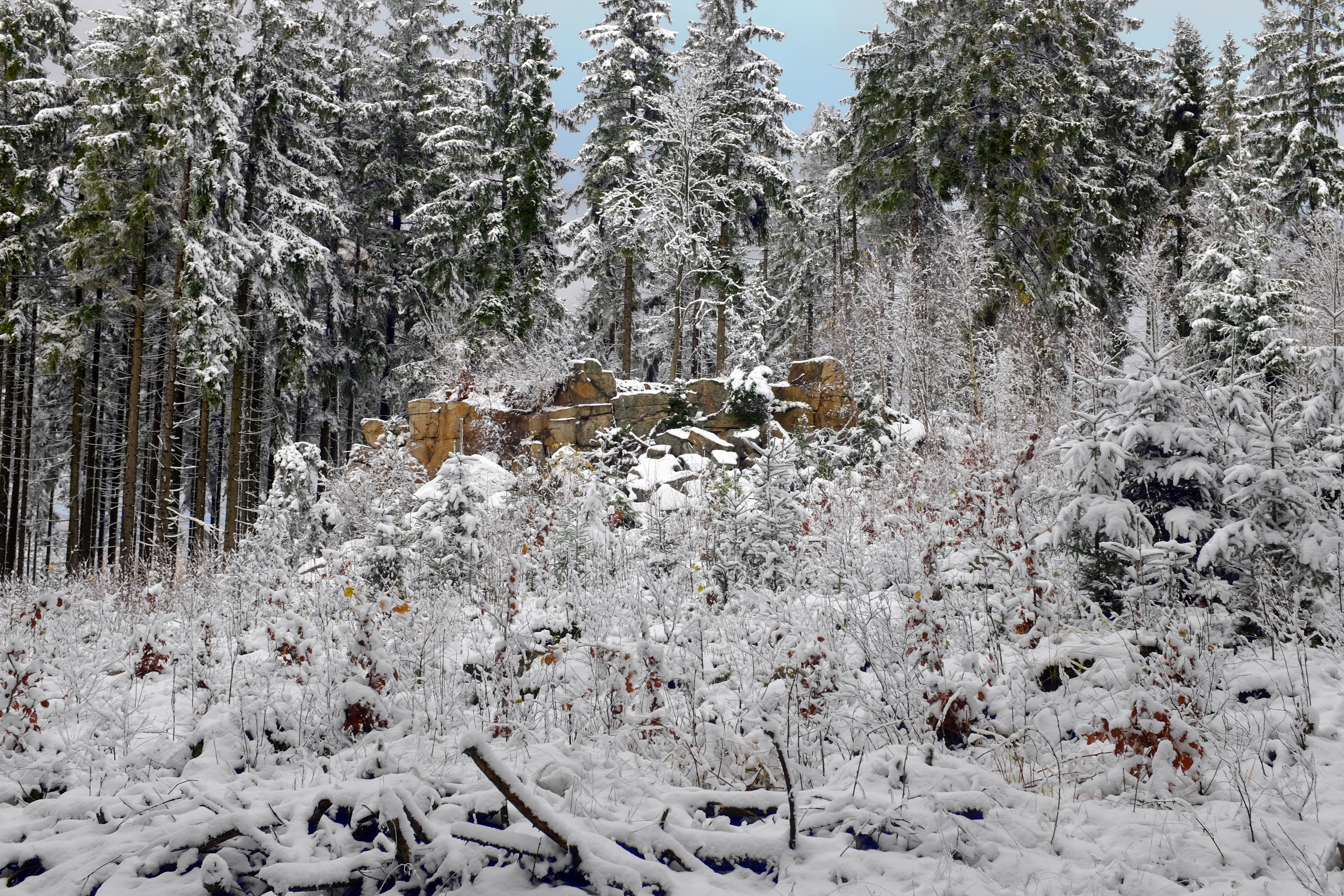
Vrch V Kamenitém